# Mylabris madani
Mylabris madani là một loài bọ cánh cứng trong họ Meloidae. Loài này được Escalera miêu tả khoa học năm 1909.